# ピトラゼピン
ピトラゼピン（英：Pitrazepin）は競合的GABAAおよびグリシン受容体拮抗薬である。科学研究において、昆虫やカタツムリの神経系の研究に使用されている。

## 関連記事
- ビククリン
- ストリキニーネ